# Angola-Bilch
Der Angola-Bilch (Graphiurus angolensis) ist ein Nagetier in der Familie der Bilche, das im südlichen Afrika vorkommt. Da die Art dem Afrikanischen Steinbilch (Graphiurus rupicola) stark ähnelt, sind zukünftige Studien zur Verdeutlichung der Unterschiede zwischen den Arten laut IUCN erforderlich.

## Merkmale
Dieser Bilch erreicht eine Kopf-Rumpf-Länge von 79 bis 112 mm und eine Schwanzlänge von 70 bis 96 mm. Die Hinterfüße sind 17 bis 20 mm lang und die Länge der Ohren beträgt 14,5 bis 18 mm. Auf der Oberseite kommt dunkelbraunes, rotbraunes, goldbraunes oder hellbraunes Fell vor, das auf Kopf und Rücken nach oben hin dunkler wird. Die Unterseite ist mit hellgrauem, cremefarbenem oder weißem Fell bedeckt. Der Angola-Bilch besitzt eine deutliche Maske um die Augen sowie cremefarbene Wangen. Allgemein ist der Schwanz genau wie die Oberseite des Rumpfes gefärbt, mit Ausnahme der weißen Spitze.
Verglichen mit dem Afrikanischen Steinbilch ist die Art etwas kleiner. Weiterhin hat das Fell beim Angola-Bilch so gut wie keine graubraune Tönung. Im Schädelbau gibt es geringe Unterschiede zwischen den Arten.

## Verbreitung
Für den Angola-Bilch sind zwei getrennte Populationen bekannt: eine größere in Zentral-Angola sowie eine weitere im Westen Sambias. Die Art lebt im Hochland zwischen 1000 und 2000 Meter Höhe. Sie hält sich in eher trockenen Landschaften auf, die mit Büschen und Bäumen bedeckt sind.

## Lebensweise
Es gibt nur wenige Studien zum Verhalten des Angola-Bilchs. Laut diesen scheint die Art vorwiegend nachtaktiv zu sein, obwohl sie gelegentlich am Tage bei der Nahrungssuche beobachtet wird. Vereinzelt nutzt dieser Bilch Dächer als Ruheplatz. Er ist vermutlich Allesfresser. Es wurden Weibchen zusammen mit drei oder vier Jungtieren gefunden, bei einer geschätzten maximalen Wurfgröße von fünf Nachkommen. Eine beobachtete Geburt erfolgte im späten Oktober.

## Status
Die IUCN listet den Angola-Bilch aufgrund seiner Seltenheit und aufgrund der noch nicht eindeutig geklärten Abgrenzung zum Afrikanischen Steinbilch mit "ungenügende Datengrundlage" (Data Deficient).